# Syracosphaerales
Syracosphaerales son cocolitóforos, algas unicelulares marinas calcáreas cuyos cocolitos (placas) y cocósfera (exoesqueleto) son polimórficos y complejos. En general suelen tener motilidad en la fase heterococolítica y formación de holococolitos en la fase alterna.